# Clemácio
Clemácio (em latim: Clematius) foi um oficial romano do século IV, ativo durante o reinado do imperador Constâncio II (r. 337–361).

## Vida
Clemácio aparece pela primeira vez em 354 quando serviu em Antioquia, talvez como agente nos assuntos, do mestre dos ofícios Paládio do césar Constâncio Galo. Em 355, levou uma carta imperial da Itália, via Constantinopla, para Antioquia e no verão viajou para além do Eufrates para espiar as defesas dos persas; retornou para Constantinopla no final do outono. Em 356, visitou a corte na Itália e na primavera de 357 passou através de Antioquia para assumir seu ofício de governador Palestina (357–358). Durante seu ofício, a Palestina foi dividida em duas províncias, com Elusa pertencendo a sua província em 357, mas não em 358. O sofista Libânio enviou-lhe em ofício as cartas 312, 315, 317, 321, 322, 595, 597 e 602 (de 357), 325, 332, 334, 343, 349 e 354 (de 358), bem como citou-o nas cartas 405, 407, 411, 430, 431, 432, 433, 435-7. 449-52, 473, 478, 491, 497, 500, 504, 505, 514, 554, 556, 563 e 588.